# サトノカルナバル
サトノカルナバル（欧字名:Satono Carnaval、2022年3月20日 - ）は、日本の競走馬。主な勝ち鞍は2024年の函館2歳ステークス。
馬名の意味は、冠名＋謝肉祭（西）。

## 経歴

### デビュー前
2022年3月20日、北海道安平町のノーザンファームで誕生。同年のノーザンファームミックスセール当歳市場にて8400万円（税別）で里見治により落札された。
その後、美浦・堀宣行厩舎に入厩した。

### 2歳（2024年）
6月22日東京芝1400mの2歳新馬戦でダミアン・レーンを背に単勝1.6倍の圧倒的1番人気で出走。レースでは道中好位追走から最後の直線で抜け出すと後続に7馬身もの差をつけてデビュー戦を勝利で飾る。
7月13日に行われた函館2歳ステークスでは道中好位の4番手で脚を溜め、直線で鋭く脚を伸ばすと最後は逃げ粘るニシノラヴァンダをゴール前でかわし、1馬身1/4差をつけて重賞初制覇を果たすとともに、鞍上の佐々木大輔はデビュー3年目で初の重賞勝利、またノーザンファームミックスセール出身馬では初の重賞ウィナーともなった。

## 競走成績
以下の内容は、JBISサーチおよびnetkeiba.comに基づく。
| 競走日     | 競馬場   | 競走名            | 格   | 距離（馬場）  | 頭 数 | 枠 番 | 馬 番 | オッズ （人気） | 着順 | タイム （上り3F） | 着差 | 騎手        | 斤量 [kg] | 1着馬（2着馬）                        | 馬体重 [kg] |
| ---------- | -------- | ----------------- | ---- | ------------- | ----- | ----- | ----- | --------------- | ---- | ----------------- | ---- | ----------- | --------- | ------------------------------------- | ----------- |
| 2024.06.22 | 東京     | 2歳新馬           |      | 芝1400m（稍） | 10    | 3     | 3     | 001.60（1人）   | 01着 | R1:23.6（34.0）   | -1.1 | 0D.レーン   | 55        | （デアマトローナ） （ニシノコイブミ） | 494         |
| 0000.07.13 | 函館     | 函館2歳S          | GIII | 芝1200m（良） | 14    | 5     | 7     | 003.40（1人）   | 01着 | R1:09.2（34.8）   | -0.2 | 0佐々木大輔 | 55        | （ニシノラヴァンダ）                  | 496         |
| 0000.11.02 | デルマー | BCジュヴェナイルT | G1   | 芝1600m（良） | 12    |       | 1     | 000.00（7人）   | 09着 | R                 | -    | 0R.キング   | 55.5      | Henri Matisse                         | 計不        |
| 2025.02.16 | 東京     | 共同通信杯        | GIII | 芝1800m（良） | 9     | 1     | 1     | 004.10（3人）   | 05着 | R1:46.7（34.2）   | -0.7 | 0R.キング   | 57        | マスカレードボール                    | 518         |
| 0000.05.11 | 東京     | NHKマイルC        | GI   | 芝1600m（良） | 18    | 8     | 16    | 014.20（7人）   | 06着 | R1:32.2（34.5）   | -0.5 | 0D.レーン   | 57        | パンジャタワー                        | 518         |
| 0000.06.15 | 東京     | パラダイスS       | L    | 芝1400m（稍） | 14    | 7     | 11    | 002.90（1人）   | 14着 | R1:25.9（38.2）   | -4.2 | 0三浦皇成   | 54        | カリボール                            | 526         |

- 競走成績は2025年6月15日現在

## 血統表
| サトノカルナバルの血統                | サトノカルナバルの血統                                                          | サトノカルナバルの血統                                                          | （血統表の出典）                                                                | （血統表の出典）        |
| 父系                                  | サンデーサイレンス系/ヘイロー系                                                 | サンデーサイレンス系/ヘイロー系                                                 | サンデーサイレンス系/ヘイロー系                                                 | [ § 2 ]                 |
| 父 *キタサンブラック 鹿毛 2012        | 父の父*ブラックタイド 黒鹿毛 2001                                               | *サンデーサイレンス                                                             | Halo                                                                            | Halo                    |
| 父 *キタサンブラック 鹿毛 2012        | 父の父*ブラックタイド 黒鹿毛 2001                                               | *サンデーサイレンス                                                             | Wishing Well                                                                    |                         |
| 父 *キタサンブラック 鹿毛 2012        | 父の父*ブラックタイド 黒鹿毛 2001                                               | *ウインドインハーヘア                                                           | Alzao                                                                           | Alzao                   |
| 父 *キタサンブラック 鹿毛 2012        | 父の父*ブラックタイド 黒鹿毛 2001                                               | *ウインドインハーヘア                                                           | Burghclere                                                                      |                         |
| 父 *キタサンブラック 鹿毛 2012        | 父の母シュガーハート 鹿毛 2005                                                  | サクラバクシンオー                                                              | サクラユタカオー                                                                | サクラユタカオー        |
| 父 *キタサンブラック 鹿毛 2012        | 父の母シュガーハート 鹿毛 2005                                                  | サクラバクシンオー                                                              | サクラハゴロモ                                                                  |                         |
| 父 *キタサンブラック 鹿毛 2012        | 父の母シュガーハート 鹿毛 2005                                                  | オトメゴコロ                                                                    | *ジャッジアンジェルーチ                                                         | *ジャッジアンジェルーチ |
| 父 *キタサンブラック 鹿毛 2012        | 父の母シュガーハート 鹿毛 2005                                                  | オトメゴコロ                                                                    | *テイズリー                                                                     |                         |
| 母 *リアリサトリス 鹿毛 2008 フランス | 母の父Numerous 鹿毛 1991                                                        | Mr.Prospector                                                                   | Raise a Native                                                                  | Raise a Native          |
| 母 *リアリサトリス 鹿毛 2008 フランス | 母の父Numerous 鹿毛 1991                                                        | Mr.Prospector                                                                   | Gold Digger                                                                     |                         |
| 母 *リアリサトリス 鹿毛 2008 フランス | 母の父Numerous 鹿毛 1991                                                        | Number                                                                          | Nijinsky                                                                        | Nijinsky                |
| 母 *リアリサトリス 鹿毛 2008 フランス | 母の父Numerous 鹿毛 1991                                                        | Number                                                                          | Special                                                                         |                         |
| 母 *リアリサトリス 鹿毛 2008 フランス | 母の母Riziere 鹿毛 1992                                                         | *グルームダンサー                                                               | Blushing Groom                                                                  | Blushing Groom          |
| 母 *リアリサトリス 鹿毛 2008 フランス | 母の母Riziere 鹿毛 1992                                                         | *グルームダンサー                                                               | Featherhill                                                                     |                         |
| 母 *リアリサトリス 鹿毛 2008 フランス | 母の母Riziere 鹿毛 1992                                                         | Rive Du Sud                                                                     | Nureyev                                                                         | Nureyev                 |
| 母 *リアリサトリス 鹿毛 2008 フランス | 母の母Riziere 鹿毛 1992                                                         | Rive Du Sud                                                                     | Riviere Doree                                                                   |                         |
| 母系(F-No.)                           | リアリサトリス(FR)系(FN:1-w)                                                    | リアリサトリス(FR)系(FN:1-w)                                                    | リアリサトリス(FR)系(FN:1-w)                                                    | [ § 3 ]                 |
| 5代内の近親交配                       | Lyphard S5×S5×M5 = 9.38％ Special M4×M5 = 9.38％ Northern Dancer M5×M5 = 6.25％ | Lyphard S5×S5×M5 = 9.38％ Special M4×M5 = 9.38％ Northern Dancer M5×M5 = 6.25％ | Lyphard S5×S5×M5 = 9.38％ Special M4×M5 = 9.38％ Northern Dancer M5×M5 = 6.25％ | [ § 4 ]                 |
| 出典                                  | 1. 2. 3. 4.                                                                     | 1. 2. 3. 4.                                                                     | 1. 2. 3. 4.                                                                     | 1. 2. 3. 4.             |

- 全兄にJRA・OP3勝（2023年洛陽ステークス、2024年鞍馬ステークス、2025年モルガナイトステークス）のジャスティンスカイがいる。
- 伯父に2002年ジャンプラ賞（仏G1）勝ち馬のRouvresがいる。
- 3代母Rive Du Sudは薔薇一族の祖・ローザネイの半姉。